# Рыбникское княжество
Рыбникское княжество или Герцогство Рыбник (нем. Herzogtum Rybnik, чеш. Rybnické knížectví, пол. Księstwo Rybnickie) — одно из силезских княжеств со столицей в Рыбнике.

## История
Самостоятельное Рыбникское княжество существовало очень непродолжительный период. Оно было образовано в 1464 году, когда сыновья князя Микулаша V Крновского поделили отцовское княжества на более мелкие части. Младшему сыну Вацлаву были выделены города Рыбник и Жоры, из которых образовано Рыбникское княжество. Во время войны за чешскую корону Вацлав, как и его старший брат Ян, поддержал чешского короля Йиржи из Подебрада в борьбе с королем Венгрии Матвея Корвина. Это решение оказалось роковым, так как оба брата потеряли свои владения. В 1474 году Вацлав попал в плен к союзнику Матвея Корвина Викторину из Подебрад. Викторин забрал себе владения Вацлава, а его увёз его в Клодзко, где Вацлав и умер в заточении спустя четыре года.
После этого самостоятельное Рыбникское княжествло перестало существовать, а города Рыбник и Жоры достались двоюродному брату Вацлава князю Яну V Ратиборскому, успевшему вовремя переметнуться на сторону Матвея Корвина. В 1521 году в составе Ратиборского княжества они перешли к опольскому князю Яну II Доброму и в дальнейшем разделили судьбу Опольско-ратиборского княжества.

## Князь Рыбника
| # | Имя (годы жизни)                      | Родители                                      | Годы правления | Примечания                                                      |
| - | ------------------------------------- | --------------------------------------------- | -------------- | --------------------------------------------------------------- |
| 1 | Вацлав III Простачок (ок.1442 — 1478) | Микулаш V Крновский Малгожата Клемм из Лиготы | 1464―1444      | князь Кровский (с 1452 по 1464) и Пщинский (с 1464 по 1474 год) |